# Volontaires (États-Unis)
Pour les articles homonymes, voir volontaire.

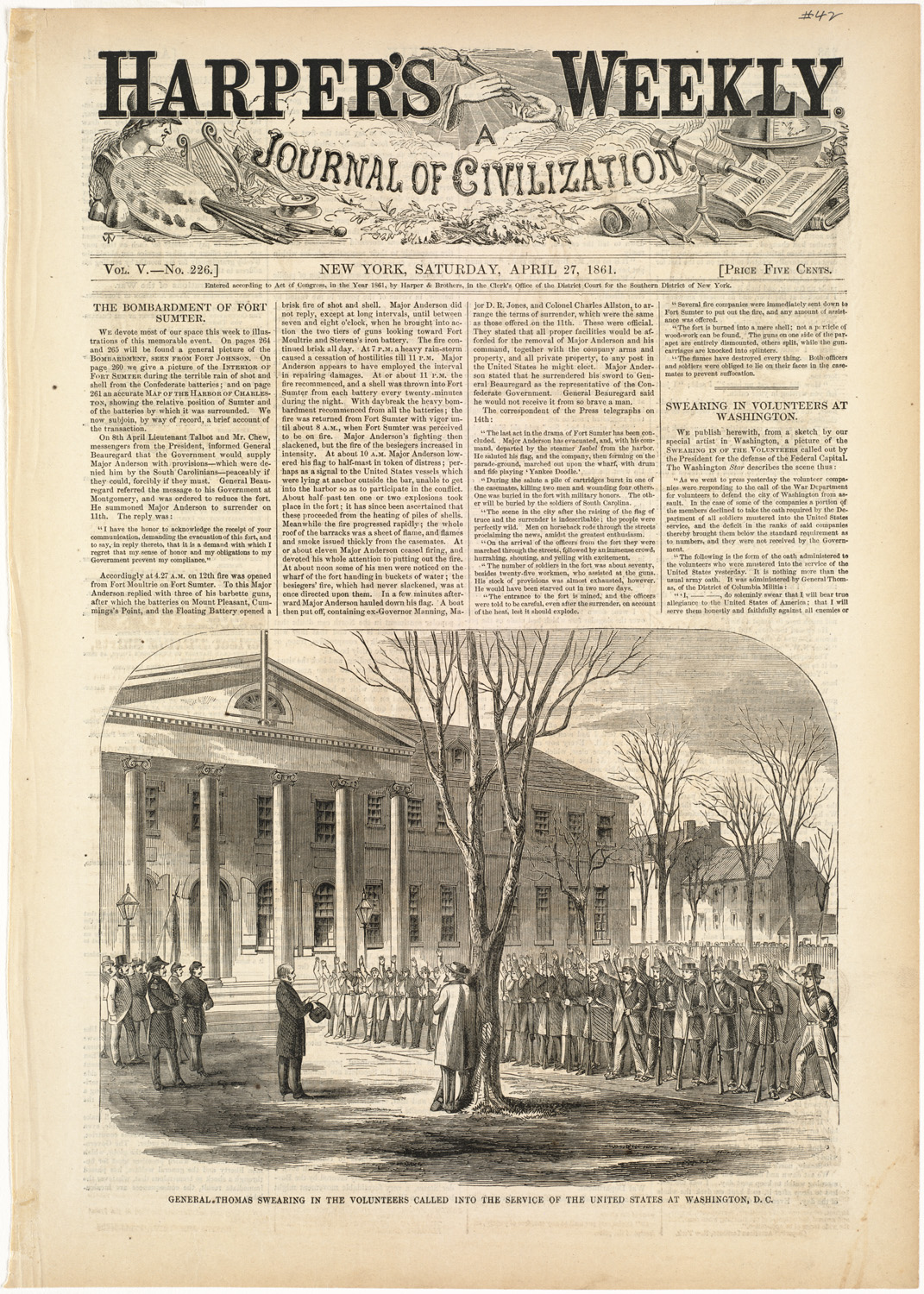
Le Général Thomas appelant les Volontaires à s'engager dans l'armée américaine à Washington le 27 avril 1861

Les Volontaires, connus aussi comme volontaires des États-Unis ou U.S.V. sont des militaires engagés volontaires de l'armée des États-Unis officiant séparément de l'armée régulière et en complément de celle-ci.

## Histoire
Contrairement à la milice, les volontaires américains n'existent pas en temps de paix. Apparaissant à la fin du XVIIIe siècle, ils sont enrôlés pour une durée de un à trois ans. Entre 1794 et 1902, ils se battent à l'extérieur du pays.

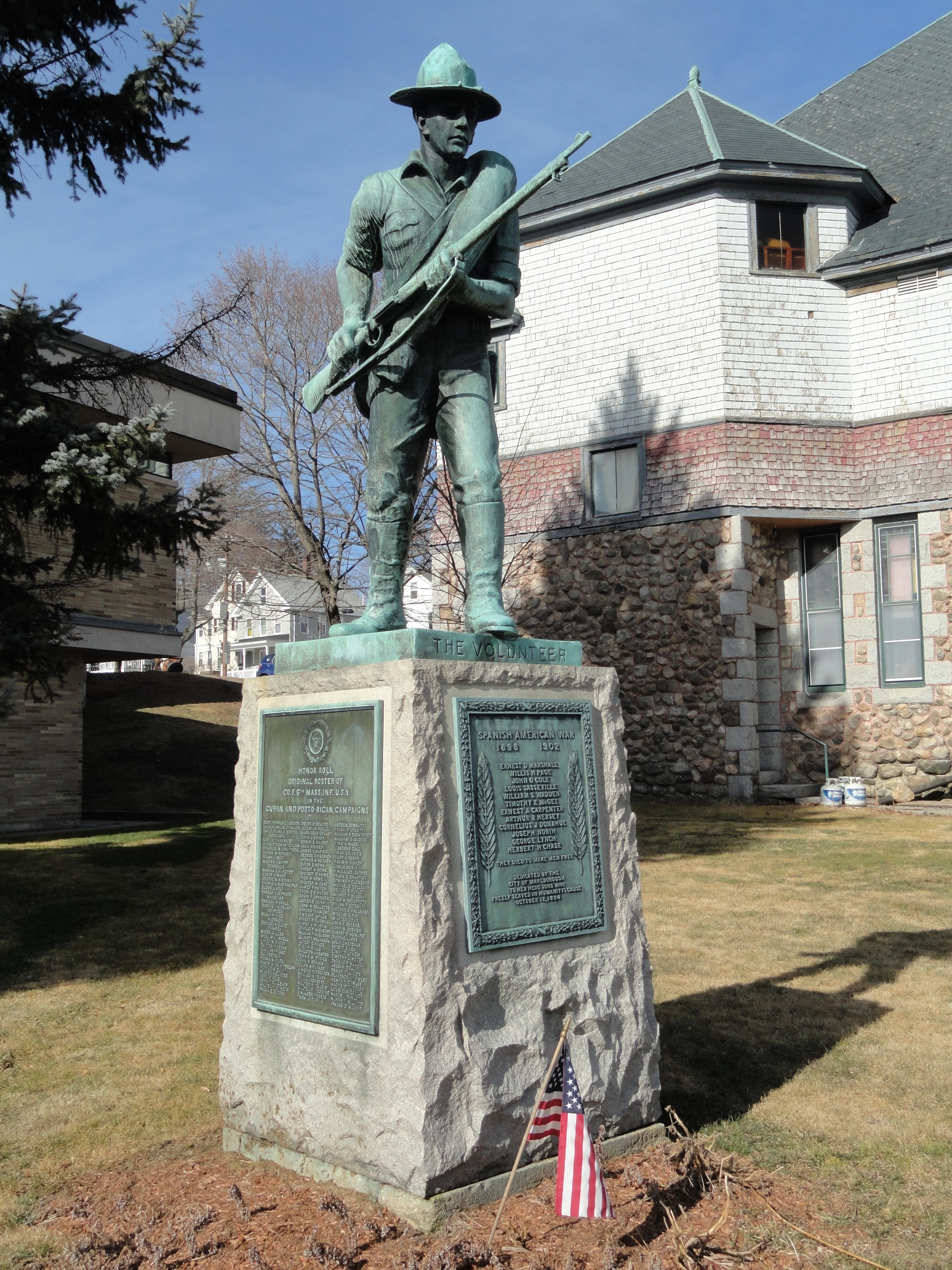
Hommage aux Volontaires du Massachusetts

### Guerre anglo-américaine de 1812
En 1812, la grande majorité des soldats qui ont servi pendant la guerre de 1812 étaient des volontaires, ou des membres de milice de l'État.

### Guerre américano-mexicaine
Lors de la Guerre américano-mexicaine (1846-1848) de nombreux régiments de volontaires sont employés.

### Guerre de Sécession
À partir de 1861, ces régiments ont été souvent désignés comme l'armée des volontaires des États-Unis mais n'obtiennent officiellement leur nom qu'en 1898.
Abraham Lincoln lance au début de la Guerre de Sécession un appel au travail bénévole pour aider à l'application des lois visant à réprimer l'insurrection et compléter les armées régulières. Chaque état donne un quota de régiments de volontaires qui sont engagés pour un service allant d'une durée de trois mois à trois ans.

### Guerre hispano-américaine
En 1898, les Volontaires sont enrôlés pour une durée de deux ans avec des quotas répartis entre les États selon la population,.

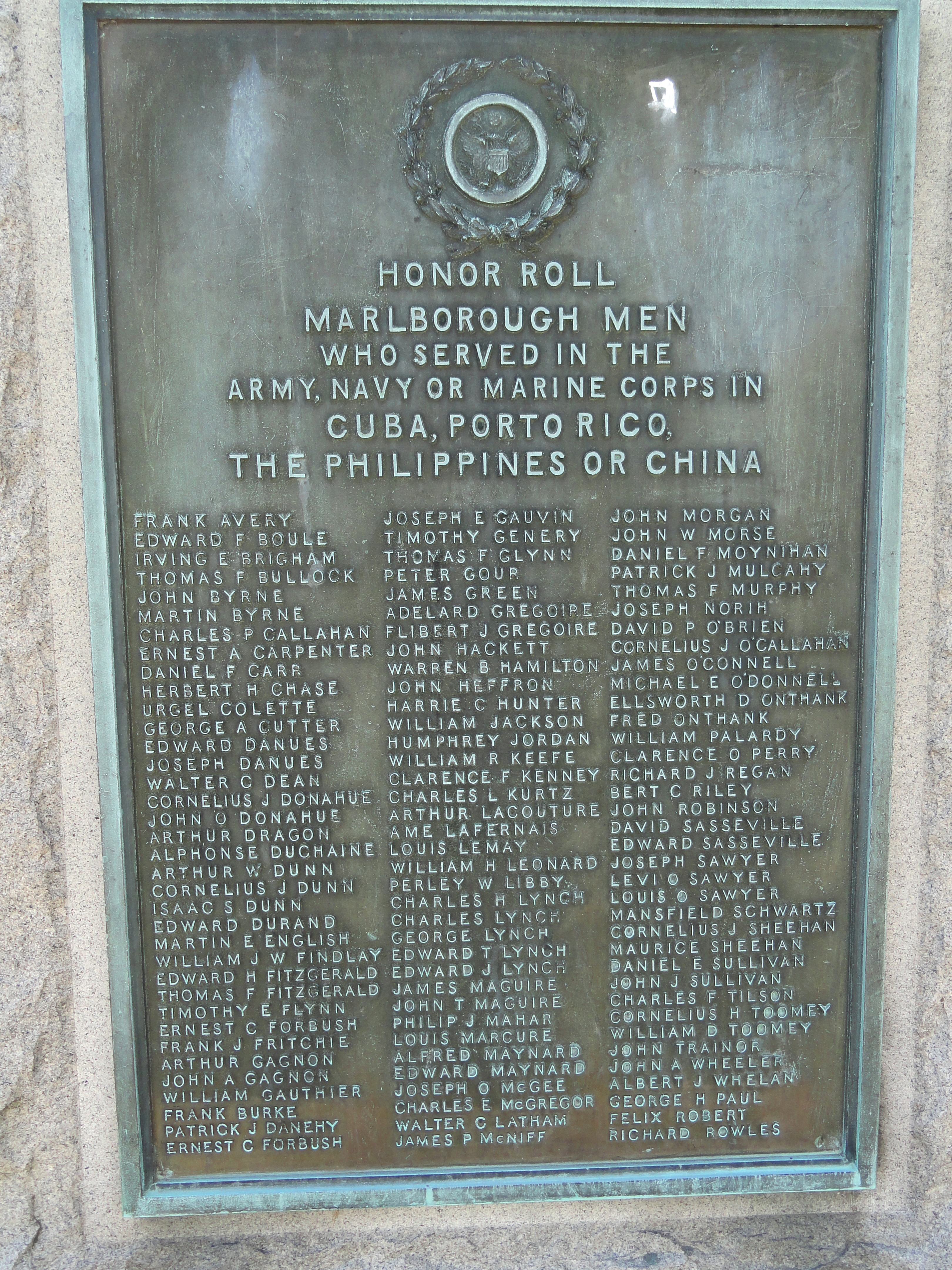
Hommage aux Volontaires ayant servi lors de la Guerre américano-philippine

### Autres conflits
Les Volontaires sont aussi engagés lors de la Guerre américano-philippine (1899-1902). En 1914, lors de la Première Guerre mondiale, ils deviennent la National Army (en) puis la Army of the United States (en) pendant la Seconde Guerre mondiale (1939-1945), la Guerre de Corée (1950-1953) et la Guerre du Viêt Nam (1955-1975).

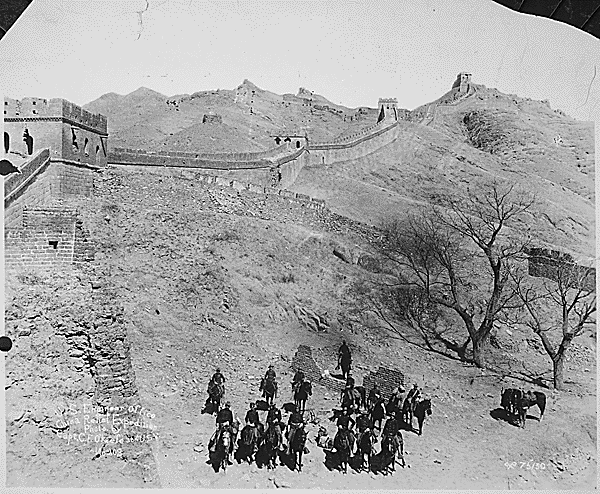
U.S.V. en Chine, 1900-1901